# Fenachistoscopio

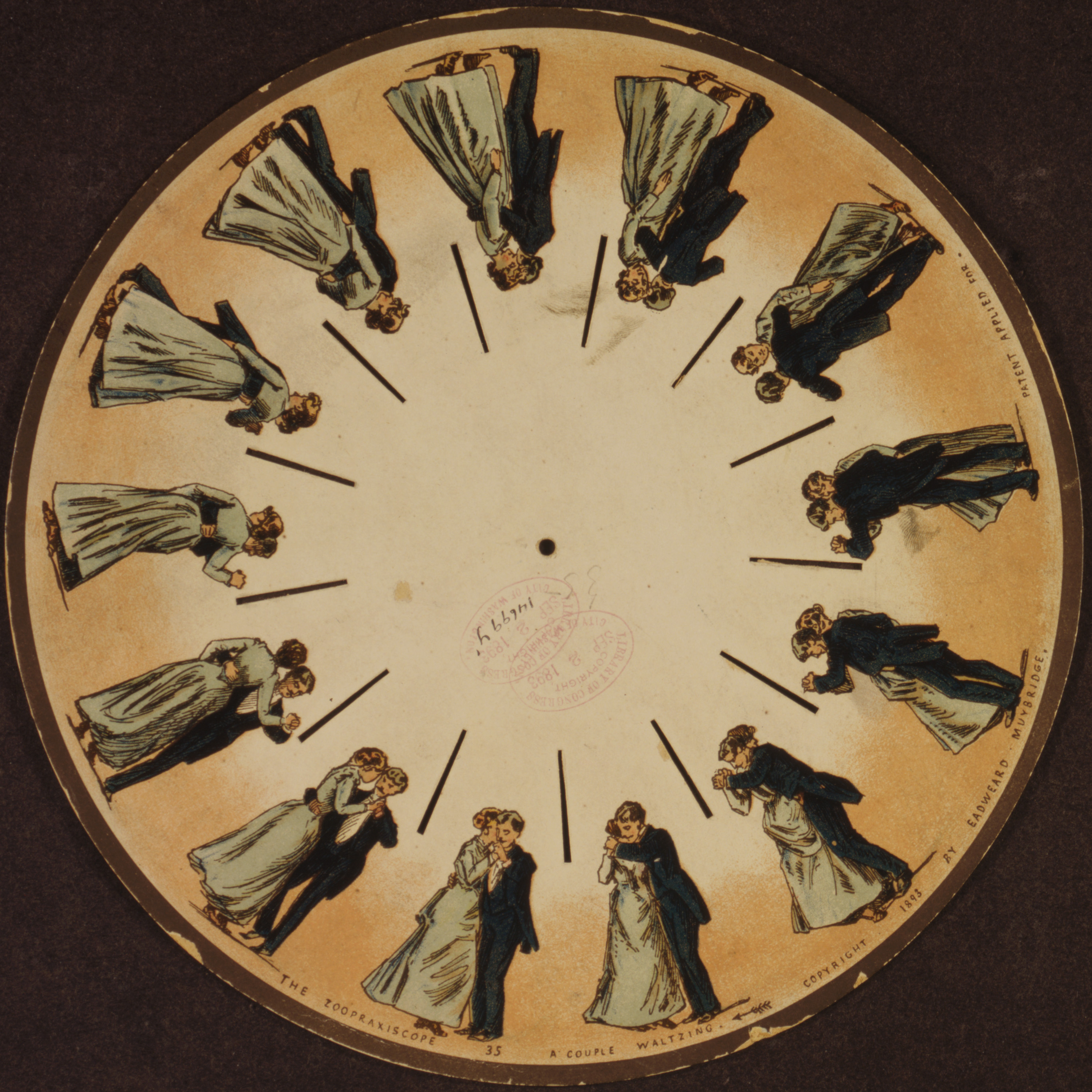
Disco di fenachistoscopio di Eadweard Muybridge (1893)

Veduta simulata allo specchio del disco inferiore

Il fenachistoscopio, anche conosciuto come fenachistiscopio, phenakistiscopio, fantasmascopio (phantasmascope) o fantascopio (phantascope) è un antico strumento ottico che consente di visualizzare immagini animate, inventato nel 1833 da Joseph Plateau.

## Origine del nome
La prima parte del termine "fenachistoscopio" deriva dalla radice greca φενακίζειν (phenakizein), che significa "ingannare" o "imbrogliare", poiché si "inganna" l'occhio, dal momento che gli oggetti nei disegni sembrano muoversi.

## Principio di funzionamento
Il dispositivo consisteva in due dischi coassiali e rotanti solidalmente; nel primo erano riportate diverse posizioni di una stessa figura, mentre nel secondo erano ricavate delle fessure. Quando i due dischi ruotano alla velocità corretta l'osservatore può osservare un'animazione. La proiezione di fotografie stroboscopiche, che creano l'illusione del movimento o persistenza della visione, avrebbe successivamente portato allo sviluppo della tecnica cinematografica.

## Storia
Il principio che sta alla base del fenachistoscopio era stato già studiato dal matematico greco Euclide e, molto più tardi, da Newton nei suoi esperimenti. Ma solamente nel 1829 il principio venne descritto dal belga Joseph Plateau, che progettò e creò il dispositivo nel dicembre del 1832.Lo stesso anno, l'austriaco Simon von Stampfer inventò il disco stroboscopico, un dispositivo similare. Una edizione coeva dell'Enciclopedia Britannica riportava: «Il fenachistoscopio, o disco magico, in origine fu inventato dal Dr. Roget, e migliorato da M. Plafteau, a Bruxelles, e dal Dr. Faraday.»
Il termine fantascopio, venne dato successivamente anche a due differenti dispositivi di proiezione di immagini in movimento di John Arthur Roebuck Rudge.

## Galleria d'immagini

La Cinémathèque française 1833
Biblioteca del Congresso 1833
Biblioteca del Congresso 1833
Biblioteca del Congresso 1833
Biblioteca del Congresso 1833
Biblioteca del Congresso 1833
Biblioteca del Congresso 1833
Cooper Hewitt 1833
Cooper Hewitt 1833
Cooper Hewitt 1833
Biblioteca del Congresso 1833
Biblioteca del Congresso 1833
Cooper Hewitt 1833
Biblioteca del Congresso 1833
Biblioteca del Congresso 1833
Biblioteca del Congresso 1833
Biblioteca del Congresso 1893
Biblioteca del Congresso 1893
Biblioteca del Congresso 1893
Biblioteca del Congresso 1834
Collezione dell'Università di Edinburgo 1883
Collezione dell'Università di Edinburgo 1883
Collezione dell'Università di Edinburgo 1883
Collezione dell'Università di Edinburgo 1883
Collezione dell'Università di Edinburgo 1883